# Agaricus perdicinus
Agaricus perdicinus är en svampart som beskrevs av Pilát 1953. Agaricus perdicinus ingår i släktet champinjoner och familjen Agaricaceae.   Inga underarter finns listade i Catalogue of Life.